# Михайловская роща
Миха́йловская ро́ща — лесопарк в южной части Октябрьского района Томска.
Территория рощи ограничена с юга и юго-востока правым берегом реки Ушайки, с запада — Комсомольским проспектом, с северо-востока — посёлком Ближним, с севера — бывшей промзоной подшипникового завода. Площадь рощи составляет 53,7 гектара.
В роще находятся несколько родников.
В местной прессе рощу порой называют «томским Булонским лесом».

## История
В конце XIX века территория нынешней рощи была лесом на северо-восточной окраине Томска, участок которого в 1880 году был приобретён колыванским купцом 2-й гильдии Василием Васильевичем Михайловым. В 1892 году Михайлов продал рощу со всеми постройками племяннице, жене слободского купца Ольге Петровне Малышевой. Ольга Петровна была дочерью Томского 1-й гильдии купца Петра Васильевича Михайлова и женой его компаньона Дмитрия Григорьевича Малышева. Они оба являлись учредителями Торгового дома «Михайлов и Малышев». Вскоре компаньоны разместили в роще свои дачи. По слухам, прежним владельцем территории, где позже разместилась усадьба В. В. Михайлова, был купец Евграф Королёв, который якобы проиграл её Михайлову в карты. Усилиями новых владельцев, прежде всего — Петра Михайлова, в роще появились: беседки, несколько фонтанов, скамейки, дороги для верховых прогулок. Также здесь располагались летние дачные домики Мариинского детского приюта. Особой оригинальностью отличался фонтан в стволе растущего кедра. (По данным на 2017 год сохранились фундаменты обеих усадеб, а также остатки фонтана и часть каменной беседки).
Со временем Михайлов открыл рощу для свободного посещения. Этот обустроенный лесной участок сначала получил название — роща Михайлова и Малышева, но затем стал называться просто Михайловской рощей, по сей день, таким образом, сохраняя память о купце, меценате и городском голове (1883—1887 и 1891—1894) Петре Васильевиче Михайлове. Купцы-компаньоны владели своими усадьбами до своей смерти, а позже права владения перешли к их наследникам.
В советский период на территории Михайловской рощи размещались детдом, детская оздоровительная колония и летние пионерские лагеря. Были футбольное поле, турники, пешие тропинки.
С 1960-х годов по западной части бывшего участка Малышева проходит северная часть Комсомольского проспекта.

## Современность
По данным 2016 года, роща находится в «депрессивном» состоянии.
В результате проводимых с 2016 года благоустроительных работ, рядом с рощей появилась парковка для автомобилей.
Зимой в роще действуют лыжная, а летом — освещённая лыжероллерная (построена в 2017 году) трассы.
В 2018 году обустроена детская площадка.
Два, находящиеся в Михайловской роще, родника — Ключевской (другое название — Три Сестры) и Королёвский — обустраиваются кандидатом геолого-минералогических наук Александром Назаровым.
С 2018 года, по инициативе жительницы Томска Ольги Козулиной, в роще проводится акция «Душа дерева», в ходе которой её участники, используя краски, наносят на стволы деревьев, в местах повреждения коры, художественные изображения на различные темы, тем самым превращая рощу в своеобразную выставку под открытым небом и дополнительно защищая деревья от гниения и проникновения жуков-паразитов.:
В мае-июне 2019 года инициативной группой горожан, при содействии областного депутата Сергея Автомонова и предпринимателей Олега Логинова и Алексея Шумилова, безвозмездно выделивших пиломатериалы, обустроен лестничный спуск к роднику Ключевскому (Три Сестры), рядом с которым установлены скамьи для отдыха.
В 2019 году, по заказу департамента дорожной деятельности и благоустройства Администрации города Томска, в роще, неподалёку от детской площадки, сооружены игровые элементы, спортивные тренажёры, баскетбольная площадка, смонтировано освещение и проложены пешеходные дорожнки из тротуарной плитки с мелкой фаской, учитыевающие потребности маломобильных групп населения.

## Природа

### Флора
Роща представляет собой окружённый городской застройкой остаточный участок тайги, на территории которого произрастают деревья различных пород, в числе которых высаженные ещё в бытность Петра Михайлова: клён, дуб, вяз, липа, яблоня и маньчжурский орех.

### Природоохранный статус
Согласно градостроительного зонирования, территория рощи относится к зоне Р1 (городские парки, скверы, сады и бульвары), то есть на её территории запрещена капитальная застройка.
В 1984 году роща получила статус особо охраняемой природной территории (ООПТ) — памятника природы Томской области.
29 июня 2007 года роща, решением городской думы, внесена в список ООПТ города Томска.
1 июня 2011 года с рощи был снят статус ООПТ областного значения.
В феврале 2014 года Дума Томска своим постановлением поручила городскому департаменту архитектуры провести границы ООПТ «Михайловская роща».
В 2017 году житель Томска Борис Уточкин подал судебный иск к Администрации Томской области о незаконности снятия с рощи статуса ООПТ. Состоявшееся в ноябре 2018 года заседание Томского областного суда встало на сторону Уточкина. Позицию проигравшей суд стороны прокомментировал начальник департамента природных ресурсов и охраны окружающей среды в Томской области Роман Мазур:

«Михайловская роща раньше находилась под двойным статусом — городским и областным. Было опротестовано снятие статуса особо охраняемой природной территории областного значения. Но там оставался городской статус ООПТ. И он работал. Мы двумя руками за то, чтобы Михайловская роща оставалась одним из зелёных островков на территории Томска. Конечно же, её нужно сохранять, но зачем территории двойной статус? Ограничения по использованию там одинаковые».
В июне 2019 года органами прокуратуры в Думу Томска был направлен протест, предписывающий городским депутатам исключить Михайловскую рощу из числа ООПТ городского значения, так как решением суда данной территории возвращён областной статус ООПТ.
Обсудив прокурорский протест на комитете Думы Томска по градостроительству, землепользованию и архитектуре, входящие в его состав депутаты решили не выносить данный вопрос на общее собрание до его обсуждения в рабочей группе. Как пояснил председатель вышеназванного комитета Андрей Петров:

Мы решили не торопиться и отменять городской статус ООПТ. Он гораздо строже и накладывает больше ограничений, чем обычное зонирование рекреационных территорий, соответственно, лучше защищает рощу от возможной застройки.
Также Петров сообщил, что органами власти Томской области заказана экспертиза с целью выявления наличия или отсутствия в Михайловской роще представителей ценных и редких видов флоры и фауны. После получения результатов этой экспертизы, по словам Петрова, областные власти намерены рассмотреть вопрос сохранения или лишения рощи статуса областной ООПТ.
3 декабря 2019 года на заседании Думы Томска её депутаты единогласно проголосовали за снятие с рощи статуса ООПТ городского знасения, при этом областной статус ООПТ и градостроительная зона Р1 за рощей сохраняются, однако, как сказано в пояснительной записке к данному решению Думы, специалистами Сибирского ботанического сада накануне было проведено исследование состояния природного комплекса Михайловской рощи, по результатам которого было признано, что роща «не является невосполнимым ценным и уникальным природным объектом», что делает её несовместимой со статусом памятника природы. В связи с этим обстоятельством, чиновники городского департамента архитектуры и градостроительства высказали предложение о переводе Михайловской рощи в статус ООПТ областного значения категории «территория рекреационного назначения».
Границы ООПТ для Михайловской рощи администрация Томской области планирует утвердить в 2020 году.

## Проекты развития
В 2000-е годы стали появляться предложения по благоустройству Михайловской рощи.
В 2010 году был разработан проект стоимостью 1,9 миллиарда рублей, согласно которому на территории рощи должны были расположиться торговый комплекс, парк аттракционов, зоопарк, физкультурно-оздоровительный комплекс, детская железная дорога. В 2011 году был опубликован инвестиционный план, предусматривающий затраты в размере 6 миллиардов рублей, в том числе, 400 миллионов бюджетных инвестиций. Как ожидалось, окончательное решение по статусу объекта должно было быть принято Думой города Томска в конце 2013 или в начале 2014 годов, однако, в 2014 году решение этого вопроса перенесли, так как план оказался слишким дорогим, и привлечь инвесторов под него не удалось. Взамен был разработан другой проект, согласно которому парк должен был быть разделён на четыре зоны: природный парк (30 гектаров), зоологический парк (10 гектаров), городской парк-сад (5 гектаров), природный аквапарк.
Сам парк является частью более масштабных изменений: к северу от него, рядом с одной из главных автомобильных дорог города — улицей Пушкина, появится Северная площадка, в которой будут административные, спортивно-оздоровительные, торгово-гостиничные и зрелищные комплексы. От Северной площадки роща будет отделена вновь построенным проспектом Новаторов.
Летом 2018 года группа жителей Томска обратилась в Администрацию города с инициативой по открытию в лесопарках Томска экологических троп памяти местного краеведа Валентина Рудского (1926—2015), одну из которых предлагается разместить в Михайловской роще.
Осенью 2018 года Администрацией Томска вновь обсуждался вопрос строительства в Михайловской роще парка аттракционов с колесом обозрения на деньги «московского инвестора», но, ввиду того, что данный проект вызвал негативные отклики значительного числа горожан, от идеи появления парка аттракционов в Михайловской роще решено было отказаться, а инвестору предложить другие площадки в черте Томска.
В начале 2019 года Томское объединение предпринимателей выразило желание за счёт собственных средств обустроить в Михайловской роще аллею с установкой скамей для отдыха и садово-парковых скульптур и приведением в «цивилизованный вид» остатков фонтана. Проект получил одобрение мэра Томска Ивана Кляйна, который пообещал оказать содействие в проведении согласований, необходимых для его реализации.

## В творчестве Василия Афонина
- В 1970-х годах писатель Василий Афонин обратил внимание на неудовлетворительное состояние Михайловской рощи и написал об этом в областную газету «Красное знамя» статью «Пока шумит Михайловская роща». После её опубликования, на данную статью обратил внимание тогдашний первый секретарь томского областного комитета КПСС Е. К. Лигачёв, вследствие чего вскоре состоялась совместная продолжительная прогулка Лигачёва и Афонина по роще[25][26].
- Рассказ Василия Афонина «Михайловская роща»[27] открывает авторский сборник «Вечера» (1984)[28].